# Roswietha Zobelt
Roswietha Zobelt (n. 24 noiembrie 1954, Rittersgrün⁠(d), Saxonia, Germania) este o canotoare ce a reprezentat Republica Democrată Germană, medaliată olimpică. A participat la 2 ediții ale Jocurilor Olimpice (1976, 1980) în care a câștigat două medalii de aur.